# إيفان فازوف
إيفان مينتشوف فازوف (بالبلغارية: Иван Минчов Вазов)‏ (9 يوليو [OS 27 يونيو] ، 1850 - 22 سبتمبر 1921) كان شاعرا وكاتبا بلغاريا، يُشار إليه غالبًا باسم «بطريرك الأدب البلغاري». ولد في سوبوت، وهي بلدة في وادي روز في بلغاريا (التي كانت آنذاك جزءًا من الإمبراطورية العثمانية). تكشف أعمال إيفان فازوف عهدين تاريخيين - عصر النهضة البلغارية وعصر ما بعد التحرير (من حكم الإمبراطورية العثمانية). إيفان فازوف يحمل أعلى لقب فخري من الأكاديمية البلغارية للعلوم - أكاديمي. تولى منصب وزير التعليم وتنوير الناس من 7 سبتمبر 1897 حتى 30 يناير 1899، ممثلاً حزب الشعب.

## وصلات خارجية
- إيفان فازوف على موقع IMDb (الإنجليزية)
- إيفان فازوف على موقع الموسوعة البريطانية (الإنجليزية)
- إيفان فازوف على موقع ميوزك برينز (الإنجليزية)